# Eupithecia erpata
Eupithecia erpata là một loài bướm đêm trong họ Geometridae.